# 10 cm Gebirgshaubitze M. 99
Il 10 cm Gebirgshaubitze M. 99 era un obice da montagna austro-ungarico, impiegato durante la prima guerra mondiale.

## Storia
Come tutti gli eserciti europei, anche quello austro-ungarico entrò nella Grande Guerra con un parco di artiglieria per la maggior parte obsoleto. Questo pezzo ne è un esempio, in quanto, pur se introdotto in servizio alle soglie del XX secolo, rappresentava per così dire l'apice dello sviluppo dell'artiglieria napoleonica. Questo obice da montagna fu ottenuto incavalcando la canna del 10 cm Feldhaubitze M. 99 su un affusto leggero, con carreggiata ridotta a 1,3 m ed altezza al ginocchiello di soli 90 cm. Come il suo "fratello" da campagna, si trattava di un pezzo totalmente obsoleto già al momento della sua introduzione, a causa del suo affusto rigido e la canna in bronzo. Per questi motivi fu realizzato in pochi esemplari, che comunque furono impiegati sul fronte alpino durante la grande guerra, insieme ai successivi e più moderni 10 cm Gebirgshaubitze M. 8, con i quali condividevano lo stesso munizionamento.

## Tecnica
La canna era in bronzo, con otturatore eccentrico a vite interrotta. Le munizioni erano a cartoccio-proietto. L'affusto a ruote di tipo rigido, a coda unica, era in ferro, con ruote in legno. L'affusto era dotato di un sistema a molla per il recupero del rinculo, che permetteva un parziale ritorno in batteria dopo lo sparo. Poteva essere scomposto in due parti per il traino in montagna e i carichi trasportati su carri a traino animale.